# Kanton La Côte Salanquaise
La Côte salanquaise is een kanton van het Franse departement Pyrénées-Orientales. Het kanton maakt deel uit van het arrondissement Perpignan. In 2021 telde het 38.521 inwoners.

Het kanton werd gevormd ingevolge het decreet van 26 februari 2014 , met uitwerking op 22 maart 2015, met Saint-Laurent-de-la-Salanque als hoofdplaats.

## Gemeenten
Het kanton omvat volgende 6 gemeenten:
- Le Barcarès
- Claira
- Pia (Pyrénées-Orientales)
- Saint-Hippolyte
- Saint-Laurent-de-la-Salanque
- Torreilles